# مجلس السيادة السوداني (1967-1969)
مجلس السيادة السوداني الرابع أو مجلس السيادة الرابع في السودان رابع مجلس سيادة في السودان، وجاء المجلس إثر ائتلاف حزبي جديد أُقيم في السودان. حكم مجلس السيادة الرابع السودان ما بين عامي 1967 حتى 1969، وتكوّن من خمسة أعضاء. حُّلّ المجلس بعد انقلاب الفريق جعفر النميري على السلطة، الذي بدوره شكّل مجلس قيادة الثورة الذي حلَّ محل مجلس السيادة.

## أعضاء المجلس
تشكل مجلس السيادة السوداني الرابع من:
- الفاضل البشرى المهدي
- داود الخليفة عبد الله
- إسماعيل الأزهري
- خضر حمد
- جيرفس ياك